# Julian Green (schaatser)
Julian Walter Green (3 november 1965) is een Brits voormalig langebaanschaatser.
Green deed in 1988 mee aan de Olympische Spelen in Calgary. Ook deed hij twee keer mee aan het Europees kampioenschap en een keer aan een wereldbekerwedstrijd in Heerenveen.

## Persoonlijke records
| Afstand      | Tijd     | Datum            | Baan            |
| ------------ | -------- | ---------------- | --------------- |
| 500 meter    | 40,17    | 14 december 1987 | Heerenveen      |
| 1000 meter   | 1.20,33  | 9 januari 1988   | Baselga di Pinè |
| 1500 meter   | 1.59,41  | 13 februari 1988 | Calgary         |
| 3000 meter   | 4.13,40  | 17 januari 1988  | Heerenveen      |
| 5000 meter   | 7.13,20  | 13 februari 1988 | Calgary         |
| 10.000 meter | 14.59,53 | 13 februari 1988 | Calgary         |

## Resultaten
| Jaar | EK Allround | Olympische Spelen                        |
| ---- | ----------- | ---------------------------------------- |
| 1988 | NC29        | NS 1000m 37e 1500m 37e 5000m 30e 10.000m |
| 1989 | NC29        |                                          |